# Сигнальные костры

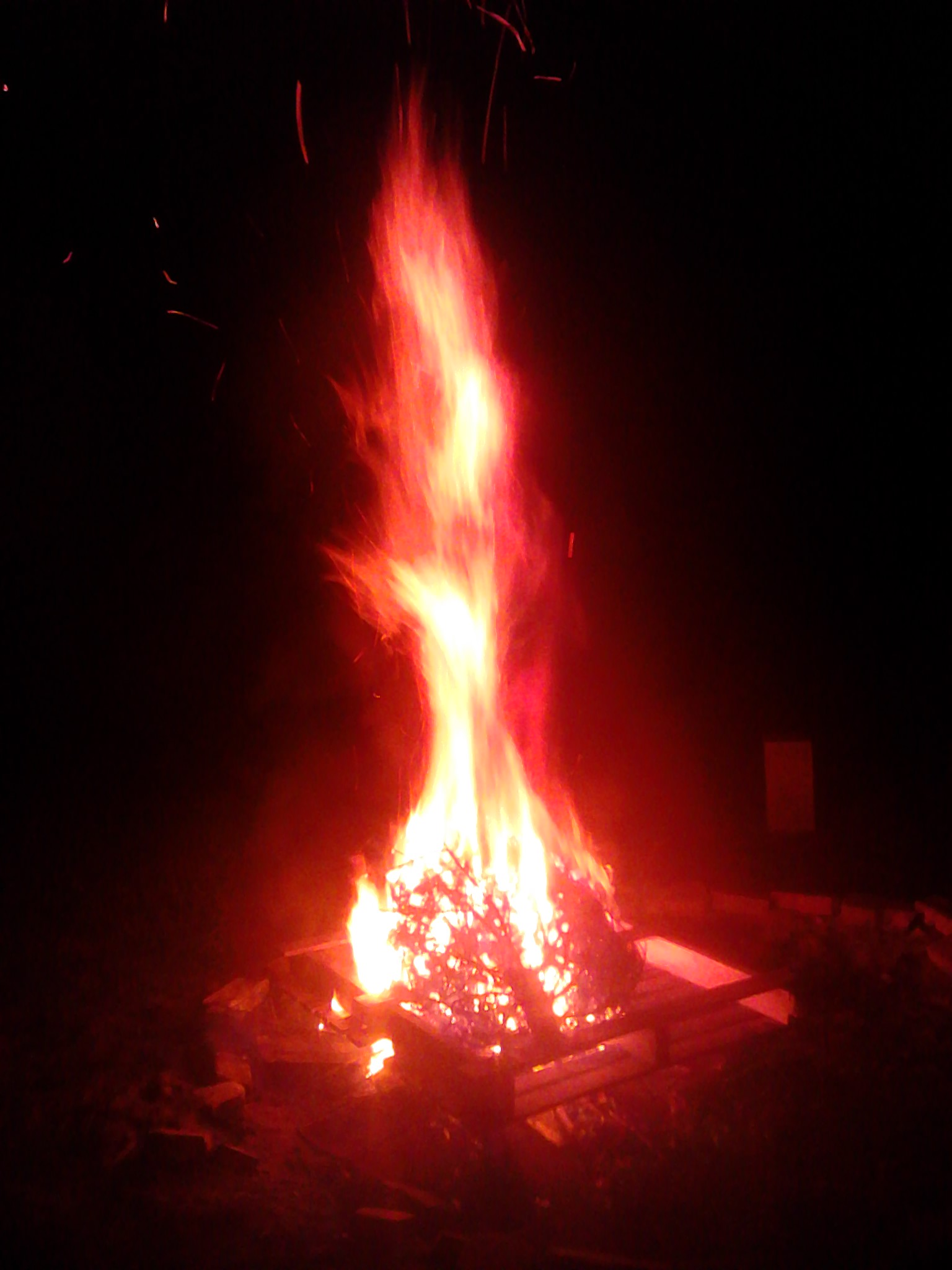
Костёр

Сигнальный костёр — один из самых древних и в то же время наиболее простой способ сообщений, при отсутствии (поломке) современных средств связи.

## Сигнальные костры в военном деле

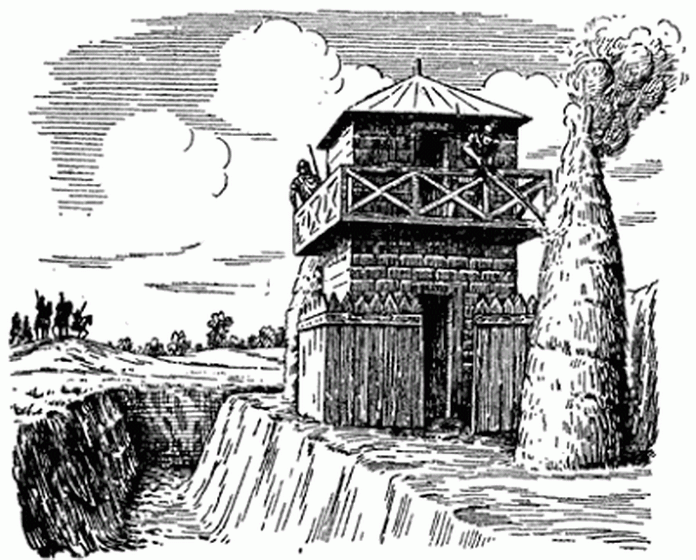
Сигнальный костёр
(Московское княжество)

Ещё на заре человеческой цивилизации у специально сложенных для этой цели костров дежурили люди, чаще всего воины, чтобы, в случае необходимости, отразить атаку небольшой группы неприятеля, которые заметив приближение вражеского войска поджигали приготовленные для этого горючие материалы и таким образом, за несколько километров был виден огонь или дым предупреждающий о вторжении противника.
Помимо этого, сигнальные огни могли служить призывом к союзникам, чтобы те пришли на помощь в случае появления противника; если расстояние было слишком велико, то использовались несколько сигнальных костров. Очень понятно и красиво это было показано в известной трилогии «Властелин колец» в трёхминутном эпизоде «Сигнальные огни Гондора зовут на помощь Рохан».

## Сигнальные костры, как сигналы о помощи
Кроме военного дела, сигнальные костры являются средством выживания. При этом следует помнить, что в тёмное время суток костёр следует делать максимально ярким (из сухих дров), а при солнечном свете наиболее заметен будет дым от костра, для создания которого отлично подойдут ветки с сырыми листьями или хвоей. В ряде случаев костры располагают на толстых брёвнах, которые затем спускают на воду; так они наиболее заметны.
Существует международная система подачи сигнала бедствия при помощи костров. Для этого разжигают три костра на расстоянии 10-15 (и более) метров друг от друга в форме правильного треугольника, или в одну линию. Разумеется это требует больших трудозатрат (причем от людей, которые возможно получили ранения и травмы) и затрат горючего, поэтому нередко ограничиваются одним единственным костром. Иногда используют и 5 костров расположенных буквой «Т», чтобы указать самолёту наилучшее направление посадки.
Однако, даже один большой костёр, в ряде случаев поддерживать постоянно невозможно из-за дефицита топлива, в этом случае рядом с приготовленным к поджогу дереву, разводится небольшой дежурный костёрчик и в случае приближения самолёта, вертолёта, корабля или другого транспортного средства, угли из дежурного костра используются для максимально быстрого розжига основного, пока потенциальные спасатели не исчезли из вида.